# 남캅카스 특별위원회
남캅카스 특별위원회(러시아어: Особый Закавказский Комитет Osobyi Zakavkazskii Komitet (OZaKom, Ozakom or OZAKOM))는 1917년 3월 9일 바실리 카를라모프를 의장으로 하여 수립된 국가이다. 이 국가는 러시아 대공 니콜라이 니콜라예비치를 대신하여 전쟁 기간 코카서스 전선에서 러시아 임시 정부가 장악한 영토에 민간행정기구를 수립하기 위한 특별법령을 발표하여 세워진 남캅카스의 최고행정기관이다. 이 위원회에서는 테렉 주와 쿠반 주에 주지사를 파견하였으며 페테로그라드에 있는 임시 정부 휘하의 캅카스방면위원회를 통하여 중앙정부와도 관계를 맺었다.
또한, 캅카스 전역에서 소비에트 세력도 준동하고 있었는데 시간이 지나면서 충성적인 러시아계 아르메니아인들을 동원하여 티플리스에 영향력 있는 지역지부를 건립하였다. 하콥 자브리에프 OZAKOM의 점령된 지역의 행정법령을 수립하였다. 이 지역은 공식적으로 "터키 아르메니아의 영토"로 지정되었고, 이 영역에는 트레비존, 에르즈룸, 비틀리스, 반 지역이 포함되어 있었으며 자브리에프가 이 지역의 행정을 감독하였다. 서아르메니아 행정부의 각 지구에는 아르메니아 공무원과 함께 아르메니아인 총독이 파견되었다. 두마 하원에 인종 대표자를 파견할 수는 있었으나, 캅카스 무슬림들은 지위가 달랐다.
1917년 11월, 독립 남캅카스 초대정부는 볼셰비키가 샹트페테르부르크에서 후퇴한 이후 트빌리시에 남캅카스 위원회(남캅카스 연립정부라고도 함)를 수립했다. 이 위원회는 조지아인 멘셰비키인 니콜라이 츠헤이제가 이끌었다. 1917년 12월 5일, 새로운 "남캅카스 위원회"는 오스만 제국의 제3군과 맺어진 에르진잔 휴전 협정을 지지한다고 표명했다. 이 휴전 이후 트라브존 평화협상이 이어졌다. 1918년 2월 10일 남캅카스 위원회는 독립을 선포하였다. 이어 2월 24일에는 자캅카스 민주연방공화국을 통하여 남캅카스의 독립을 선포한다고 발표했다. 조지아 사회민주주의자 에브제니 게제체코이가 이끄는 남캅카스 위원회는 반볼셰비키를 주 방향으로 정하고 볼셰비키 러시아로부터 남캅카스를 독립시키기를 염원했다.
이 위원회는 지역의 사회민주주의 헤게모니를 무시하였고 소비에트는 나중에 이 위원회를 해체시켰다.

## 정부 수반
남캅카스 특별위원회는 다음과 같이 5명이 정부를 이끌고 있었다. 이들 4명은 모두 국가두마의 국회의원이었다.
- 바실리 카를라모프 - 러시아인, 의장
- 키타 아바시제 - 사회주의-연방주의 조지아인. 나중에 아카키 체켈리가 이어서 통치함.
- 맘마드 유시프 자파로프 - 아제르바이잔인
- 미카엘 파파지아니안 - 아르메니아인

## 같이 보기
- 자캅카스 민주연방공화국
- 캅카스 총독령 (1801-1907년)
- 서아르메니아 특별구역